# Veronica Micle

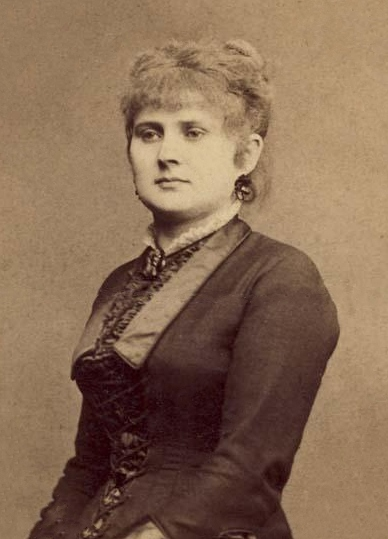
Veronica Micle

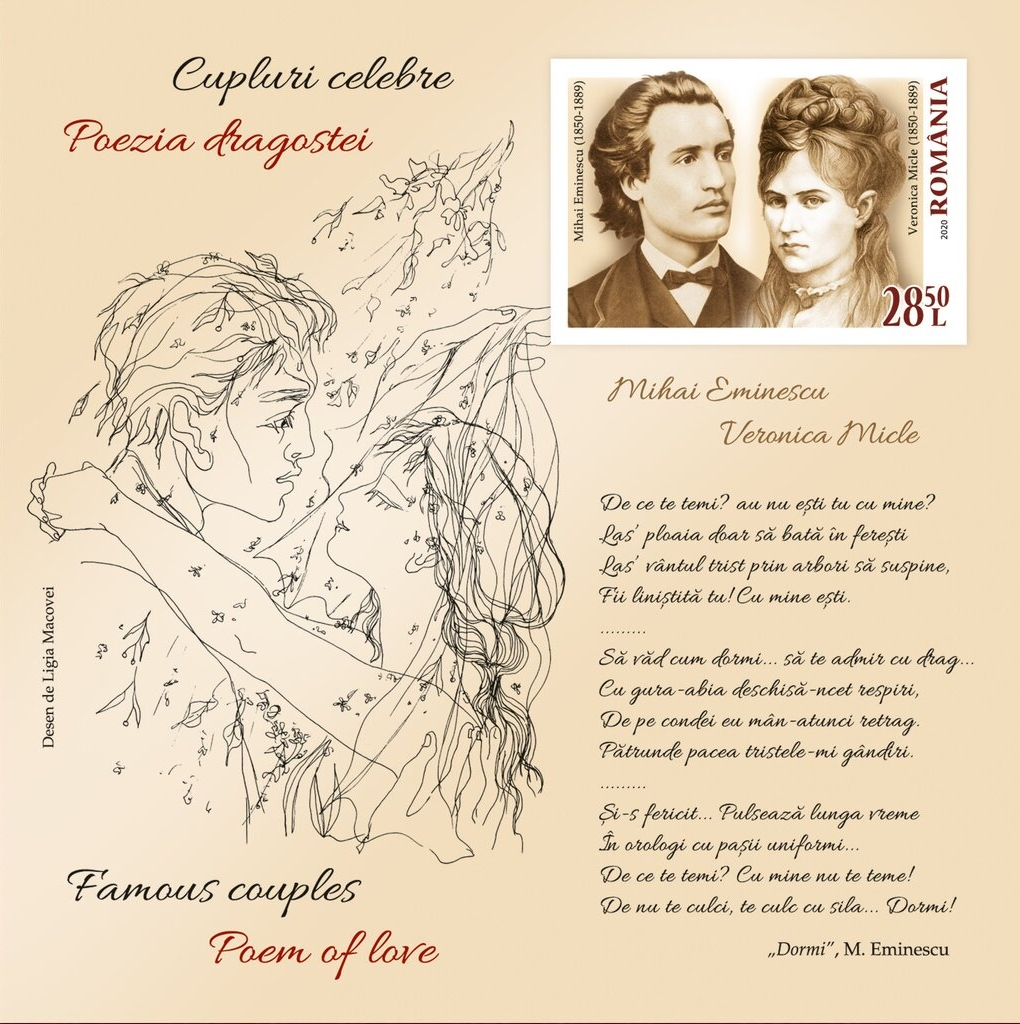
Rumänische Briefmarke aus dem Jahr 2020 mit Micle, Eminescu und seinem durch sie inspirierten Gedicht Dormi! von 1876

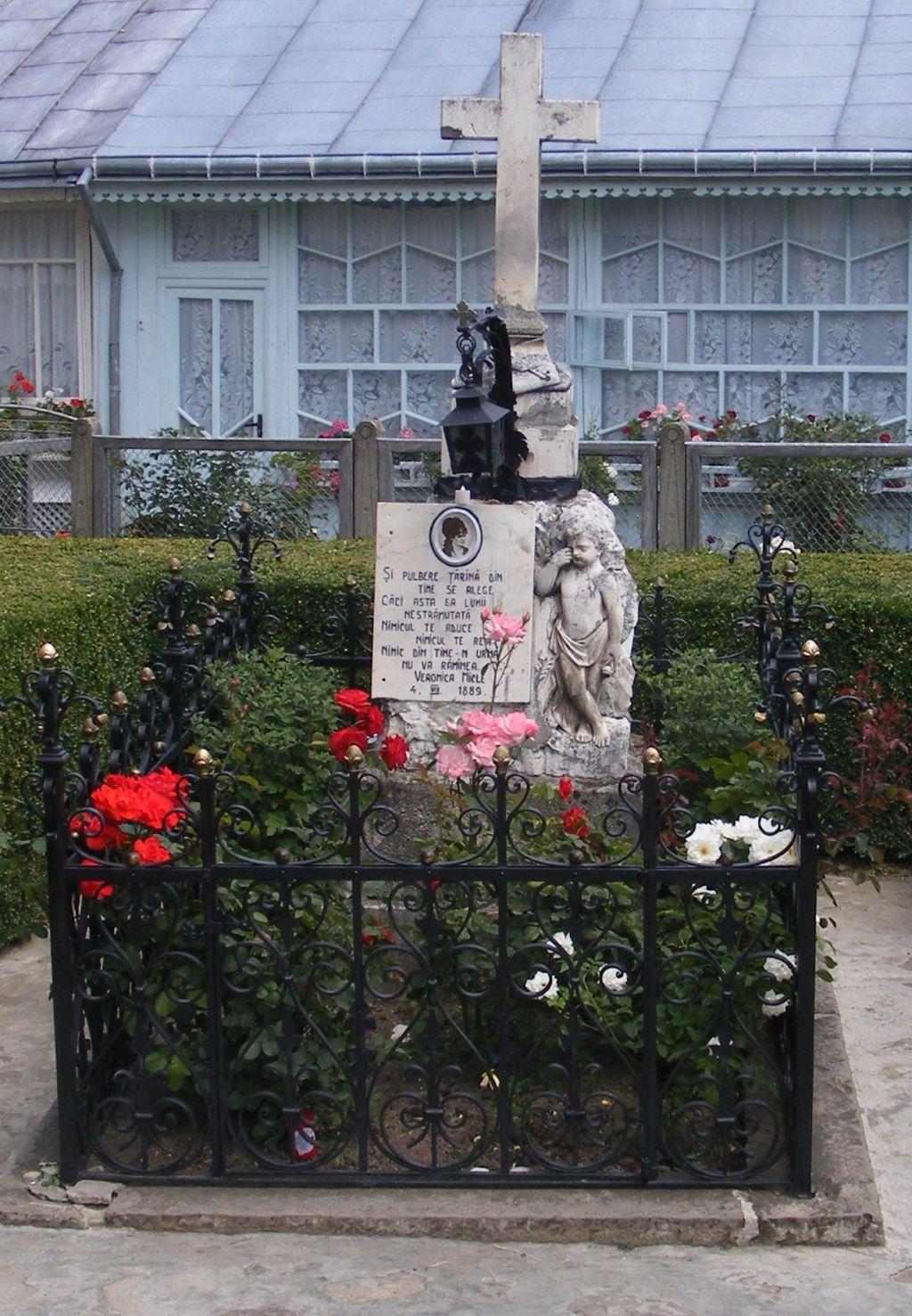
Grabstelle von Micle im Kloster Văratec

Veronica Micle, geborene Ana Câmpeanu (* 22. April 1850 in Năsăud, Siebenbürgen, Kaisertum Österreich; † 3. August 1889 in Agapia, Bukowina, Königreich Rumänien) war eine rumänisch-stämmige Dichterin, deren Werk von der Romantik beeinflusst war. Bekannt wurde sie auch durch ihre Liebesaffäre mit dem Dichterkollegen Mihai Eminescu.

## Leben
Micle war das zweite Kind des Schuhmachers Ilie Câmpeanu und dessen Frau Ana. Ihr Vater war 1849 bereits vor ihrer Geburt durch zwei Kugeln in die Brust gestorben, als er unter Avram Iancu gegen ungarische Revolutionäre kämpfte. Ihre Mutter ging nach Moldawien und ließ sich 1850 in Târgu Neamț, dann in Roman und schließlich 1853 in Iași nieder.
Micle besuchte die Grundschule (in dieser Zeit nahm sie den Namen Veronica an) und die Zentralschule für Mädchen in Iași, die sie im Juni 1863 abschloss. Ihr Prüfungsleiter war der Rektor der Universität Alexandru Ioan Cuza Iași, Ștefan Micle. Sie verliebten sich ineinander, und am 7. August 1864 heiratete sie in der Bob-Kirche in Klausenburg den dreißig Jahre älteren Micle. Sie hatte zwei Töchter: Virginia, eine Dichterin, die Eduard Gruber heiratete, und Valeria, eine Opernsängerin, die beruflich den Namen Hilda trug.
Im März 1872 lernte sie in Wien Mihai Eminescu kennen, mit dem eine Beziehung begann, die für den Rest ihres Lebens andauern sollte. Zunächst besuchte er den literarischen Salon, den sie veranstaltete. Aus ihrer Freundschaft wurde irgendwann zwischen 1875, als sie begannen, sich gegenseitig Gedichte zu widmen, und 1878 (die Quellen variieren) eine Liebesaffäre. Ihre Romanze durchlebte mehrere Höhen und Tiefen – so ging Eminescu 1877 als Redakteur der Zeitung Timpul nach Bukarest, und Micle veröffentlichte daraufhin Gedichte, in denen sie ihre Trauer über das Zurückbleiben zum Ausdruck brachte. Ihr Mann starb 1879 und ließ sie verarmt zurück. Sie kam nach Bukarest, um eine Rente zu beantragen, und Eminescu bezeichnete sie öffentlich als seine Verlobte, aber es kamen weitere Belastungen dazwischen (u. a. eine Totgeburt im Mai 1880). Als Eminescu das Thema 1881 wieder aufgriff, wurde bei ihm 1883 Syphilis diagnostiziert. Im Jahr 1887 zog Micle trotzdem nach Bukarest. Nach seinem Tod im Juni 1889 zog sie sich in das Kloster Văratec zurück, wo sie einen Band mit dem Titel Dragoste și Poezie („Liebe und Poesie“) zusammenstellte, in dem sie eigene und ihr gewidmete Gedichte von Eminescu veröffentlichte, die sie kommentierte. Zwei Monate nach Eminescus Tod verübte sie mit Arsen Suizid. Sie ist auf dem Klostergelände begraben. Ihr Haus in Târgu Neamț, das sie von ihren Eltern als Hochzeitsmitgift erhielt und das sie 1886 dem Kloster schenkte, ist heute ein Museum.

## Werke
Micle debütierte 1872 in der Zeitschrift Noul Curier Român mit zwei romantischen Skizzen, die sie unter dem Pseudonym „Corina“ veröffentlichte. Ihre von Eminescu beeinflussten Gedichte veröffentlichte sie 1874 in Columna Lui Traian und im Jahr darauf in Convorbiri Literare. Sie schrieb auch für die Magazine Familia (ab 1879), Revista Nouă und Revista Literară.
Im Jahr 2000 wurde ein Band mit 93 Briefen von Eminescu an Micle und 15 ihrer Antworten veröffentlicht.
Werkliste
- Rendez-vous, Noul Curier Româ, I, 1872
- Plimbarea de mai în Iași, Noul Curier Româ, I, 1872
- Poezii, Bucharest, Halman, 1887
- Poezii, Prof. I. S. Mugur, Iași, Șaraga, 1909
- Dragoste și Poezie, Bucharest, Socec, Prof. Octav Minar.
- Übersetzungen ins Rumänische von Alphonse de Lamartine und Théophile Gautier in: Poesii, Bucharest, Halman.

## Gedenkstätte
Eine Skulptur des Bildhauers Weaceslaw Jiglitski zu Ehren von Veronica Michele wird 2021 in Chisinau aufgestellt werden.